# Tegula fasciata
Tegula fasciata är en snäckart som först beskrevs av Born 1778.  Tegula fasciata ingår i släktet Tegula och familjen pärlemorsnäckor. Inga underarter finns listade i Catalogue of Life.